# Budaejjigae
Budaejjigae, auch Budae-jjigae [pudɛ tɕ͈iɡɛ] ist ein südkoreanisches Gericht. Der Name bedeutet so viel wie „Militärstützpunkt-Eintopf“ oder „Truppen-Eintopf“. Bei diesem wird einer Suppe Gochujang, Schinken (Spam), Würstchen, Fleisch, Bohnen, Ramyeon, Käse, Zwiebeln, Kimchi, Tofu, Tteok und ggf. noch weitere koreanische Gemüsesorten und Zutaten beigegeben. Ein Alternativname für das Gericht ist „Johnson Tang“ (존슨탕 Jonseuntang), das etwa „Johnson-Suppe“ bedeutet. Es ist strittig, ob der Name vom ehemaligen amerikanischen Präsidenten Lyndon B. Johnson herrührt, oder sich schlicht von Johnson als häufigem Nachnamen in den USA herleitet.

## Herkunft

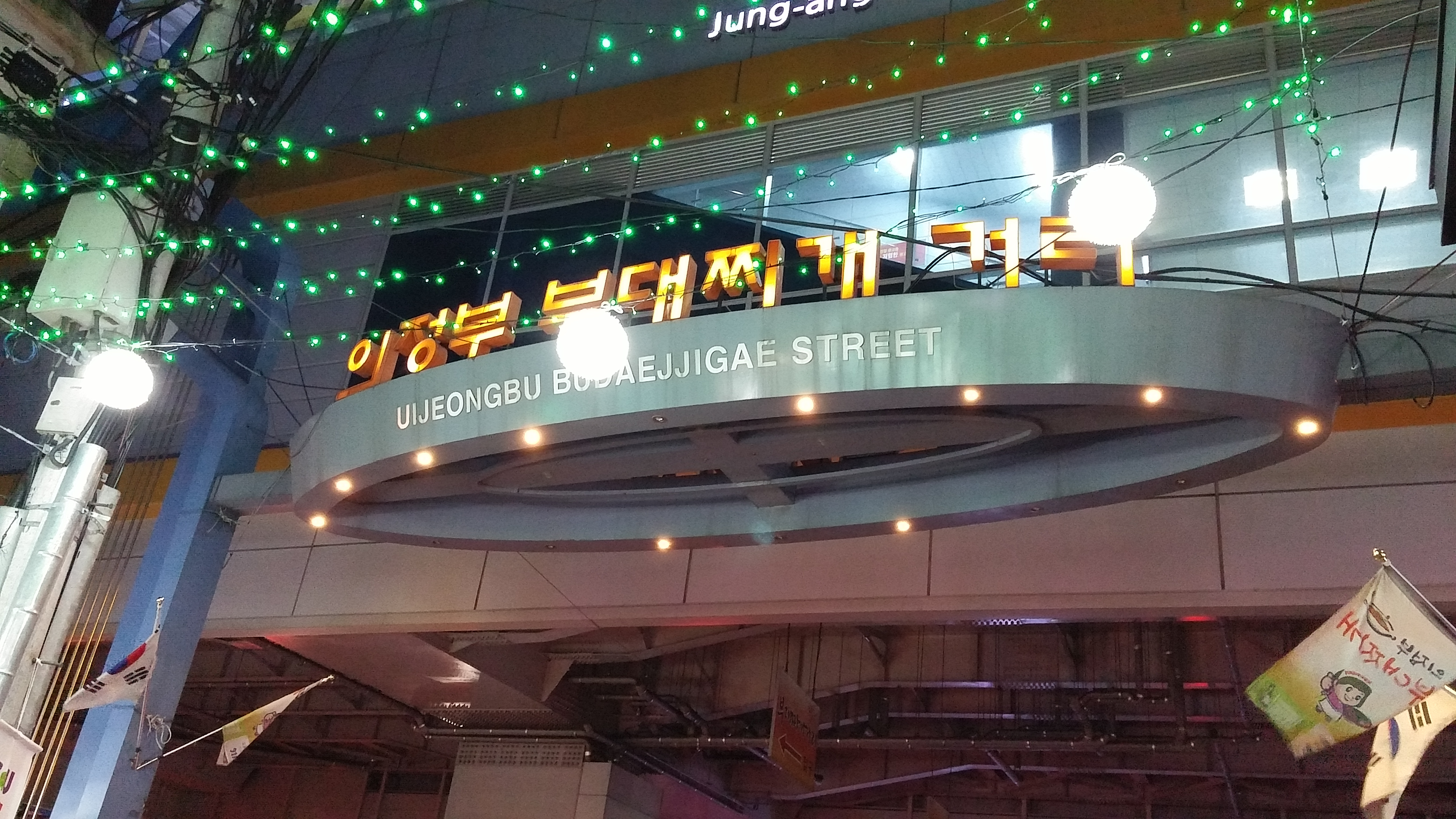
Uijeongbu Budaejjigae Street

Das Gericht hat seinen Ursprung aus der Zeit des Koreakrieges (1950–1953). Die Menschen hatten damals wenig zu essen. Aus Stützpunkten der US-Armee wurden Speisereste oder überschüssige Lebensmittel, darunter Schinken und Würstchen, geschmuggelt oder gekauft. Teilweise waren diese Reste mit ungenießbaren Abfällen vermischt. Diese vermischten die Menschen mit allem, was sonst noch zu finden war und kochten es in einem großen Topf.
Die Stadt Uijeongbu, in der sich viele Armeestützpunkte befinden, ist bekannt für Budaejjigae. Dort befindet sich auch die Uijeongbu Budaejjigae Street, in der viele auf das Gericht spezialisierte Restaurants konzentriert sind.
Außerdem gibt es landesweit viele Restaurants und Restaurantketten, die sich auf Budaejjigae spezialisiert haben.